# Véloroute du lin
La véloroute du lin, réalisée partiellement sur l'ancienne ligne de Dieppe à Fécamp, relie Pourville-sur-Mer (près de Dieppe), à Fécamp.
Ouverte à partir de 2014, cette voie verte de 73 km permet de découvrir le Pays de Caux, région spécialisée dans la culture du lin, d'où son nom.
Passant à l'intérieur des terres, elle offre une alternative à la Vélomaritime, qui suit la côte.

## Historique
La section entre Offranville et Saint-Pierre-le-Viger est inaugurée en 2015.

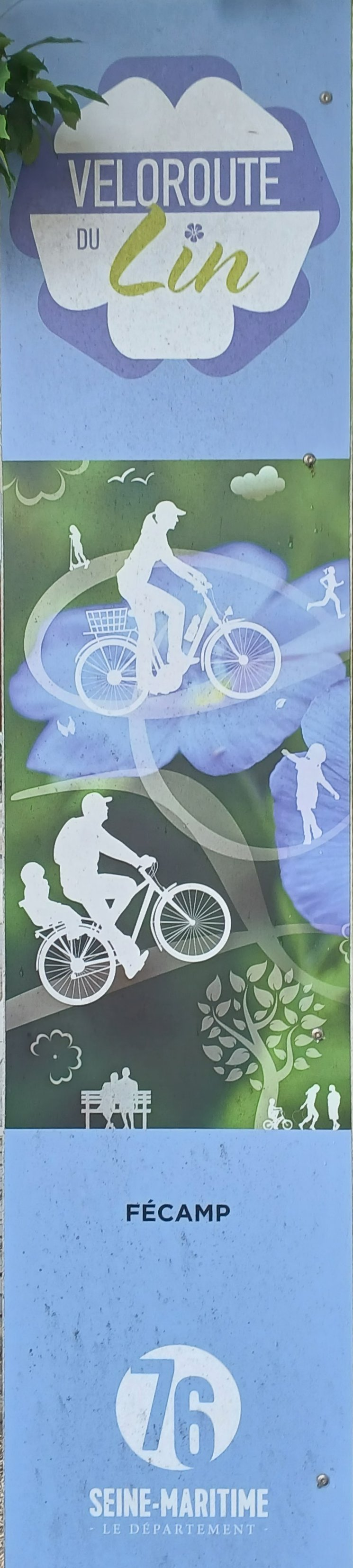

La section entre Saint-Pierre-le-Viger et Fécamp est inaugurée en 2017.
La section passant à travers l'ancienne sucrerie de Colleville qui demandait de faire auparavant un détour est inaugurée en 2024.

## Parcours

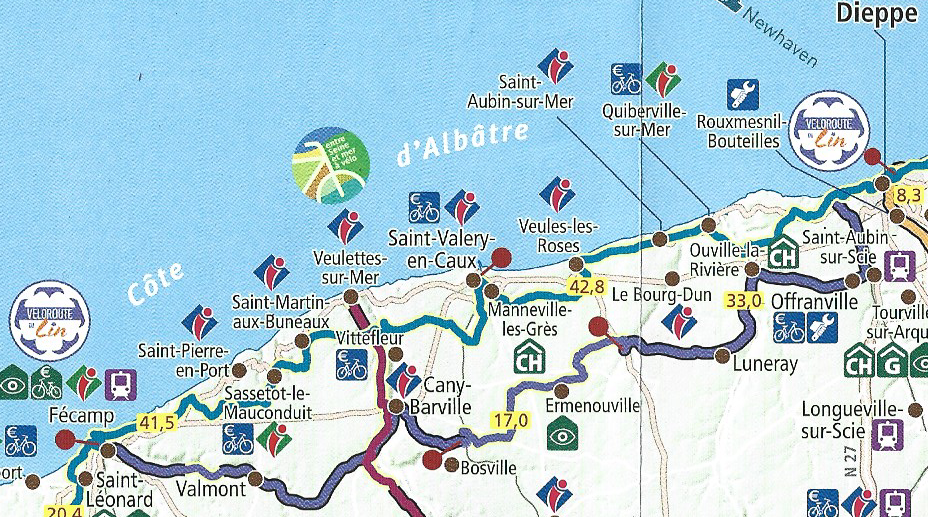

La véloroute du lin, utilise deux tronçons de l'ancienne voie ferrée de Dieppe à Fécamp : de Petit-Appeville à Saint-Pierre-le-Viger (23 km), puis de Saint-Vaast-Dieppedalle à Fécamp (29 km).
La partie de Pourville-sur-Mer à Petit-Appeville est en site propre (5 km), et celle de Saint-Pierre-le-Viger à Saint-Vaast-Dieppedalle est en voies partagées (16 km) ; en effet la section de la voie ferrée correspondante a été utilisée pour la desserte de la sucrerie de Fontaine-le-Dun, mais elle est abandonnée depuis 2008. En 2023, le département envisageait d’utiliser les voies abandonnées pour faire passer la voie verte.
Les principales communes traversées sont Offranville, Saint-Denis-d'Aclon, Luneray (court passage en voies partagées), Saint-Pierre-le-Viger, Cany-Barville, Valmont et Colleville.
Le tronçon entre Cany-Barville et Grainville-la-Teinturière est commun avec la véloroute "Entre Seine et mer à vélo" qui permet de rejoindre Veulettes depuis Cany, ou Yvetot depuis Grainville.

La véloroute traversant plusieurs valleuses typiques du Pays-de-Caux, le profil est accidenté, mais les pentes sont douces (2 % au maximum) puisque le tracé suit une ancienne voie ferrée.

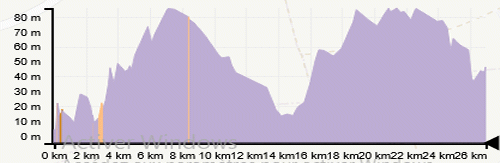
Profil entre Pourville-sur-Mer et  Saint-Pierre-le-Viger ; le creux du milieu correspond à Saint-Denis-d'Aclon.
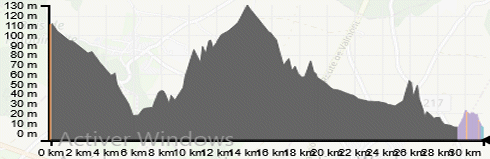
Profil entre Saint-Vaast-Dieppedalle et Fécamp ; le premier creux correspond à Cany-Barville.

## Caractéristiques techniques
Le revêtement de la voie verte est en enrobé sur la totalité du parcours.

## Galerie

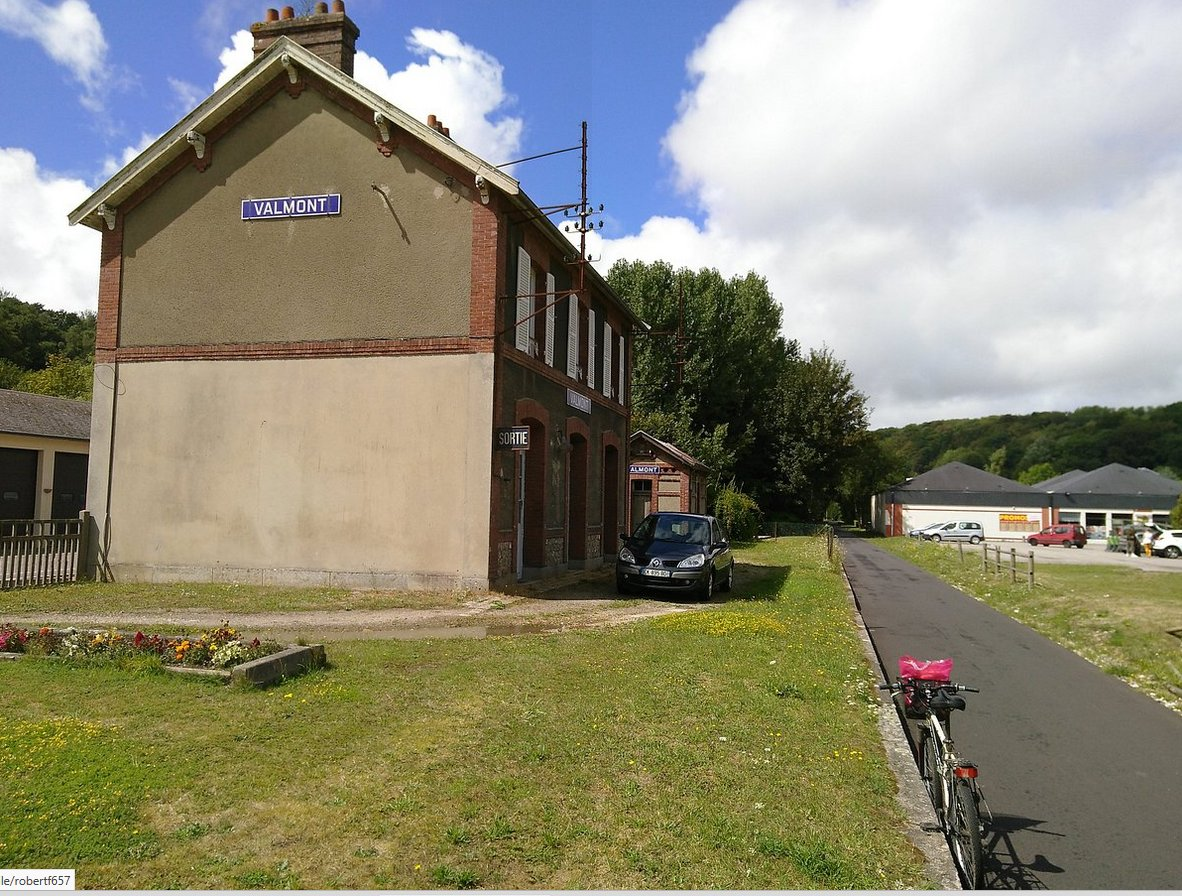
Près de l'ancienne gare de Valmont
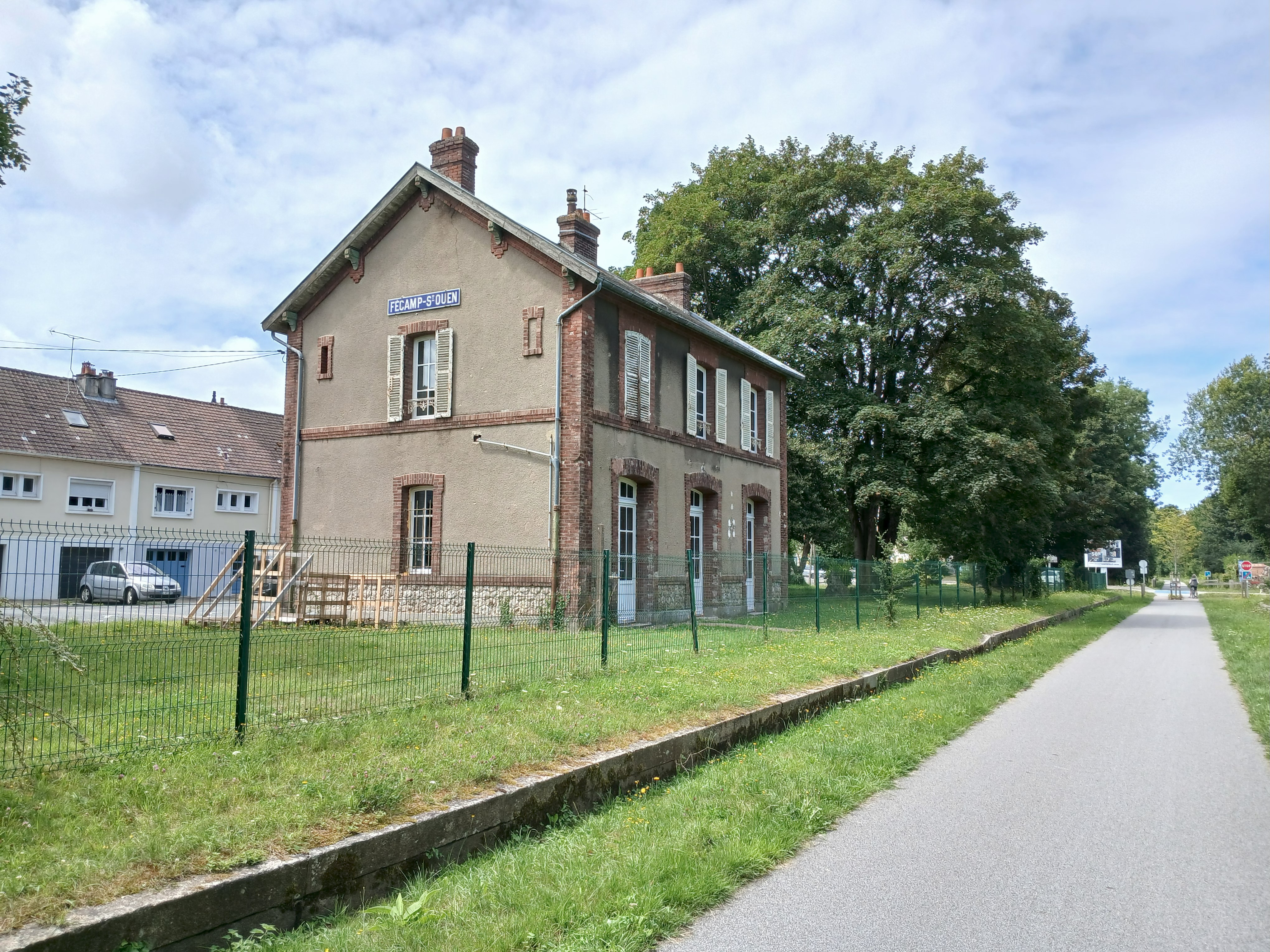
Près de l'ancienne gare de Fécamp - St-Ouen